# Пам'ятка природи «Джерело підземної води»
Пам'ятка природи «Джерело підземної води» була оголошена Рішенням Миколаївського облвиконкому від 21.07.1972 № 391 «Про віднесення пам'яток природи місцевого значення за категоріями відповідно до нової класифікації та затвердження нововиявлених заповідних територій і природних об'єктів», на землях Вознесенського району Миколаївської області с. Новогригорівка.
Площа — 0,01 га.

## Скасування
Рішенням Миколаївського облвиконкому від 23.10.1984 року № 448 «Про мережу території та об'єктів природно-заповідного фонду області» пам'ятка була скасована із зазначенням причини «Не відповідає діючій класифікації»...